# Seijū Sentai Gingaman
Seijū Sentai Gingaman (jap. 星獣戦隊ギンガマン Seijū Sentai Gingaman) – japoński serial z gatunku tokusatsu z roku 1998. Jest dwudziestym drugim serialem z sagi Super Sentai stworzonym przez Toei Company. Był emitowany na kanale TV Asahi w latach 1998–1999. Jego amerykańską wersją jest serial Power Rangers: Zagubiona galaktyka.
Każdy odcinek zaczyna się słowami narratora: „Gwiezdne Bestie. Są to mistyczne zwierzęta, które chronią pokoju w galaktyce!” (jap. 星獣。それは、銀河の平和を守るために戦う、神秘の動物たちのことである！ Seijū. Sore wa, ginga no heiwa o mamorutame ni tatakau, shinpi no dōbutsu-tachi no koto de aru!).

## Fabuła
3000 lat temu kosmiczni piraci Balban zaatakowali Ziemię. Gwiezdne Bestie (Seijū) oraz piątka wojowników używających mocy Ziemi zwanych Gingamanami, walczyła i pojmała tych piratów. Mieszkańcy lasu Ginga stworzyli barierę przeciw innym ludziom, a moce Gingamanów były przekazywane z pokolenia na pokolenie.
Nadszedł czas na przekazanie mocy sto trzydziestej trzeciej z kolei grupie młodych i odważnych. Byli to Gōki, Hayate, Hikaru, Saya oraz Hyūga. Na ceremonii przekazania Mieczy Seijū zjawił się też młodszy brat Hyūgi – Ryōma. Mędrzec Ougi nakazał piątce odnalezienie ukrytych w górach Ginga Bransoletek. Wtedy Balban zaatakowało wioskę by zabić nowych Gingamanów. Hyūga wpada do dołu po trzęsieniu ziemi, jednak przed tym przekazuje Ryōmie swój miecz. Ryōma aktywuje swoją moc i wyzwala Ginga Bransoletki. Dołącza do niego pozostała czwórka. Od tej pory 133-ci Gingamani muszą pokonać Balban.
Niedługo potem zjawia się Czarny Rycerz BullBlack, który jest przeciwnikiem Balbanów, którzy zabili mu młodszego brata – Krantza. Mimo wspólnej misji, czuje się winny śmierci Krantza i chce ich pokonać po swojemu, bez pomocy Gingamanów. Niedługo potem ginie, lecz postanawia wskrzesić Hyūgę i przekazać mu swą duszę i moc. Odrodzony Hyūga wraca do drużyny jako nowy Czarny Rycerz.

## Gingamani
- Ryōma (jap. リョウマ) / Ginga Czerwony (jap. ギンガレッド Ginga Reddo; Ginga Red) – 22-letni wojownik ognia, przywódca drużyny, który przejął Miecz Seijū po swoim starszym bracie Hyūdze i stał się Ginga Czerwonym. Ryōma jest optymistą, który nigdy się nie poddaje. Jego możliwości są większe niż jego brata. Więzi między Ryōmą a Hyūgą, a zwłaszcza wiara w to, że ten drugi żyje, pobudzały go do walki, jednak czasem właśnie z tego powodu zostawał pokonanym. Kiedy Hyūga powraca, Ryōma proponuje mu oddać miecz, jednak on odmawia uznając Ryōmę nie za swego zastępcę, ale za prawowitego wojownika ognia. W trakcie serii chłopak uczy się jeździć na motocyklu. Jego Gwiezdną Bestią jest Ginga Lew. Pojawia się w filmie Gaoranger vs. Super Sentai jako jeden z 24 poprzednich czerwonych wojowników. W tym filmie pojawia się także Gōki, jako członek „Drużyny Marzeń”. Ryōma i Hyūga pojawiają się w Gokaiger.

- Hayate (jap. ハヤテ) / Ginga Zielony (jap. ギンガグリーン Ginga Gurīn; Ginga Green) – 22-letni wojownik wiatru. Hayate jest najbardziej tajemniczym członkiem drużyny. Cichy, spokojny i bystry, pełni funkcję zastępcy dowódcy. Potrafi grać na flecie. Jego największym wrogiem jest Shelinda, która zniszczyła mu flet zrobiony dla niego przez jego narzeczoną Miharu i doprowadziła do walki w dzień, kiedy mieli się oni pobrać. Często strofuje Hikaru i popada z nim w spory z racji różnicy między ich charakterami. Nienawidzi miodu i pomidorów, jednak z czasem polubił ich smak. Jego Gwiezdną Bestią jest Ginga Sokół.

- Gōki (jap. ゴウキ) / Ginga Niebieski (jap. ギンガブル Ginga Burū; Ginga Blue) – 23-letni wojownik wody. Choć jest najsilniejszym z drużyny, Gōki ma gołębie serce przez co jest nieśmiały i czasem nerwowy. Jest bardzo przywiązany do swoich przyjaciół oraz do Lasu Ginga, z opuszczeniem którego było mu ciężko się pogodzić. Umie dobrze gotować. Myślał, że przez swoją osobowość nie będzie dobrym wojownikiem. Zakochał się w nauczycielce Yūty – Suzuko Mizusawie, która odwzajemniła jego uczucia. Jego Gwiezdną Bestią jest Ginga Goryl. Gōki pojawia się w filmie Goranger vs. Super Sentai, gdzie spotyka Sōtara Ushigome/Gao Czarnego, opowiada mu o historii siłaczy w Sentai oraz przywraca mu wolę walki. Gōki staje się członkiem „Drużyny Marzeń”. W tym filmie pojawia się również Ryōma, jako jeden z 24 poprzednich czerwonych wojowników.

- Hikaru (jap. ヒカル) / Ginga Żółty (jap. ギンガイエロー Ginga Ierō; Ginga Yellow) – najmłodszy z Gingamanów, 17-letni wojownik piorunów. Z racji swojego wieku jest najbardziej dziecinnym i nierozważnym z grupy. Lubi jeść (zwłaszcza pączki), wymigiwać się od pracy, nabierać innych i leniuchować. Jest osobą odważną, prostolinijną i szczerą do bólu, jednak kąpaną w gorącej wodzie i niezdającą sobie czasem sprawy z uczuć innych. Będąc małym stracił obydwoje rodziców, zaś jego opiekunami stali się Ryōma, Hyūga, Hayate i Gōki. Zwykle popada w konflikty z Hayate, gdyż ten ciągle strofuje go starając się go nakierować na właściwą drogę. Od najmłodszych lat przyjaźni się z Sayą. Jego Gwiezdną Bestią jest Ginga Wilk.

- Saya (jap. サヤ) / Ginga Różowy (jap. ギンガピンク Ginga Pinku; Ginga Pink) – 17-letnia wojowniczka kwiatów, jedyna kobieta w drużynie. Saya jest introwertyczną chłopczycą zafascynowaną w Hyūdze, jej uczucia do niego pozwalają jej walczyć. Stara się ciężko pracować, gdyż pozwala jej to zachować pogodę ducha. Od dziecka przyjaźni się z Hikaru, choć czasem dwójka popada w konflikty. Jej Gwiezdną Bestią jest Ginga Kot.

- Hyūga (jap. ヒュウガ) / Czarny Rycerz (jap. 黒騎士 Kuro Kishi; Black Knight) – 27-letni wojownik ognia, starszy brat Ryōmy, który miał zostać Ginga Czerwonym. Niestety, podczas trzęsienia ziemi wyzwalającego Balban Hyūga wpada do dziury tektonicznej otworzonej przez Zeyhaba. Przedtem przekazuje Miecz Seijū Ryōmie, który odzyskuje Ginga Bransoletki i staje się Ginga Czerwonym. Po wpadnięciu do dziury Hyūga zostaje ocalony przed śmiercią przez leżącego na dnie Bullblacka, który następnie opętuje go i wykorzystuje jego półżywe ciało. Kiedy Bullblack umiera, Hyūga zostaje wskrzeszony. Ryōma początkowo chciał oddać bratu należne mu moce Ginga Czerwonego, jednak Hyūga odmówił i kontynuował walkę przeciwko Balbanowi razem z przyjaciółmi jako następca Bullblacka i szósty Gingaman – Czarny Rycerz. Do przemiany używa miecza BullBlacka, zwanego Bullriot. Podobnie jak swój brat, Hyūga potrafi władać ogniem, jednak przez większość czasu używa mocy Czarnego Rycerza. Z racji bycia najbardziej doświadczonym spośród wojowników oraz osobą, która miała zostać liderem, Hyūga jest czasem traktowany jako przywódca Gingamanów wraz ze swoim bratem. Ma ogromne poczucie humoru. Jego bestią jest byk GouTaurus, z którym może się połączyć w BullTaurusa. Po uprowadzeniu Gou Taurusa przez Bukratesa Hyūga jest zmuszony dołączyć do niego w jego zemście i walczyć ze swym bratem i kompanami. Po wypiciu sporządzonego przez Bukratesa eliksiru traci on swoją moc Ziemi, jednak przy jego pomocy wykuwa potężną halabardę zwaną Knight Axe. Hyūga pojawia się w serii Gokaiger gdzie przekazuje Gokaigersom sekret kluczy Gingamanów. Wraz z nim pojawia się również Ryōma.

### Przyjaciele
- Bokku (ボック) – mały wróżek z głową przypominającą żołędzia. Oprócz piątki wojowników był jedyną osobą, która uciekła z Lasu Ginga przed jego skamienieniem i utonięciem, ponieważ Ōgi nakazał mu dostarczyć ziarno, z którego wyrósłby Moak.
- Moak (モーク Mōku)
- Mędrzec Ōgi (長老オーギ Chōrō Ōgi) – czarownik i wódz plemienia żyjącego w Lesie Ginga, który przekazał bohaterom Miecze Seijū. Podczas ataku Shelindy na wioskę w celu odebrania przez nią mocy z Lasu Ginga Ōgi postanowił użyć czaru petryfikującego i zamienił las, siebie i pozostałych członków plemienia (prócz Gingamanów) w kamień oraz doprowadził do zatonięcia Lasu Ginga. Przedtem przekazał Bokku ziarno, z którego wyrosłoby drzewo wiedzy zwane Moakiem. Ōgi wraz ze wszystkimi mieszkańcami lasu powraca do życia w ostatnim odcinku po pokonaniu Zeyhaba.
- Haruhiko Aoyama (青山 晴彦 Aoyama Haruhiko) – rysownik, który w dzieciństwie słyszał legendę o Lesie Ginga i który wraz ze swym synem Yūtą odkrył, że była ona prawdziwa. Po petryfikacji i zatonięciu lasu postanawia ulokować Gingamanów w klubie jeździeckim swojego kolegi. Sypie suchymi żartami, z których śmieje się tylko Hyūga.
- Yūta Aoyama (青山 勇太 Aoyama Yūta) – syn Haruhiko i przyjaciel Gingamanów, który nie wierzył w legendę o Lesie Ginga póki nie ujrzał ich przemiany.
- Bullblack (黒騎士ブルブラック Kuro Kishi Buruburakku)

### Broń i urządzenia
- Ginga Bransoletka (jap. ギンガブレス Ginga Buresu; Ginga Brace) – moduł przemiany Gingamanów noszony na ich lewych nadgarstkach. By przemienić się w Gingamana wojownik musi wybrać swój kolor, krzyknąć Odrodzenie Ginga (jap. ギンガ転生! Ginga Tensei!), a następnie wcisnąć przycisk.
- Seijūken (jap. 星獣剣) – miecz, podstawowa broń każdego Gingamana. Na każdym znajduje się symbol Gwiezdnej Bestii danego wojownika.
- Ostrza Kiba (自在剣機刃 Jizaiken Kiba) – specjalne ostrza, które potrafią przybrać formę krótkiego miecza, pary sztyletów, szponów, łuku lub małego pistoletu. Dodatkowo dzięki nim Gingamani mogą przemienić Gwiezdne Bestie w Srebrne Gwiezdne Bestie. Każdy Gingaman posiada jedne w swoim kolorze.
- Jūgekibō (獣撃破) – stworzone przez Moaka kije z możliwością przemiany w działka. Każdy Gingaman posiada jeden taki kij w swoim kolorze. Pod koniec serii Moak tworzy nowe kije, które niewiele różnią się wyglądem od starych, jednak mogą być użyte przez wojowników w nieprzemienionych postaciach.
- Konie (獣走馬 Jūsōba) – piątka koni, na których jeżdżą Gingamani.
- Bullriot (ブルライアット Bururaiatto) – broń Czarnego Rycerza, która jest mieczem z możliwością przemiany w strzelbę. Po śmierci Bullblacka i przekazaniu jego mocy Hyūdze Bullriot stał się dodatkowo modułem przemiany w Czarnego Rycerza.
- Światła Ginga (ギンガ光 Ginga Hikari) – specjalna, tajemnicza moc, która dotarła na Ziemię 3000 lat temu wraz z Bullblackiem, który próbował ich użyć do walki z Balban. Choć Sanbash przejął skrzynkę z nimi, okazało się, że Świateł Ginga w niej nie było. Balbani starali się dzięki nim oswobodzić Daitanixa, zaś Bullblack do swojej zemsty na Balban. Ostatecznie Światła Ginga zostały przejęte przez Gingamanów, przez których używane są jako ulepszenie zwane Świetlistą Zbroją, którą stanowią: osłona Seijūkena, małe nagolenniki i osłony na ręce, naramiennik z zielonym kryształem na lewej ręce, specjalna rękawica przypominająca szpon oraz osłona na pas.
- Galeo Pulsar (ガレオパルサー Gareo Parusā) –

### Gwiezdne Bestie
- Gingaiō (jap. ギンガイオウ) – robot drużyny, powstaje z połączenia pięciu Gwiezdnych Bestii (星獣 Seijū), a właściwie ich zmechanizowanych form zwanych Srebrnymi Gwiezdnymi Bestiami (銀星獣 Ginseijū). Uzbrojony jest w Kuszę Galcon oraz miecz zwany Gingaiken. Kiedy Gingamani otrzymali Światła Ginga, mogą ulepszyć Gingaiou w Świetlistego Gingaiō (装光ギンガイオー Chōsoku Gingaiō).
  - Ginga Lew (jap. ギンガレオン Gingareon; Gingaleon) – Gwiezdna Bestia będąca partnerem Ginga Czerwonego. Przypomina czerwonego lwa. Włada mocą ognia. Formuje głowę i tors Gingaiou.
  - Ginga Sokół (jap. ギンガルコン Gingarukon; Gingalcon) – Gwiezdna Bestia będąca partnerem Ginga Zielonego. Przypomina zielonego smoka z ptasim dziobem. Włada mocą wiatru. Formuje pas, plecy i skrzydła Gingaiou. Może także przekształcić się w Kuszę Galcon.
  - Ginga Goryl (jap. ギンガリラ Gingarira; Gingarilla) – Gwiezdna Bestia będąca partnerem Ginga Niebieskiego. Przypomina niebieskiego, humanoidalnego goryla. Włada mocą wody, jednak częściej walczy wręcz. Formuje nogi Gingaiou.
  - Ginga Wilk (jap. ギンガベリック Gingaberikku; Gingaberick) – Gwiezdna Bestia będąca partnerem Ginga Żółtego. Przypomina żółtego wilka. Włada mocą piorunów. Formuje lewą rękę Gingaiou.
  - Ginga Kot (jap. ギンガット Gingatto; Gingat) – Gwiezdna Bestia będąca partnerem Ginga Różowej. Przypomina różowego żbika. Włada mocą natury. Formuje prawą rękę Gingaiou. W jednym z odcinków został zmniejszony do rozmiarów normalnego kota i przygarnięty przez dziewczynkę.

- Gō Taurus (jap. ゴウタウラス Gōtaurasu) – Gwiezdna Bestia będąca partnerem Czarnego Rycerza. Przypomina wielkiego, czarnego byka. Gou Taurus jest większy od bestii piątki Gingamanów. Potrafi powiększyć Czarnego Rycerza do gigantycznych rozmiarów oraz zmodyfikować mu zbroję z czarnej na czerwoną czyniąc z niego Ciężkiego Rycerza (重騎士 Jūkishi), którego bronią jest para mieczy. Gou Taurus może się połączyć z Ciężkim Rycerzem w robota o nazwie Bull Taurus (ブルタウラス Burutaurasu) uzbrojonego w lancę utworzoną z dwóch mieczy Ciężkiego Rycerza.

- Giga Nosorożec (jap. ギガラインス Giga Rainosu; Giga Rhinos)

- Giga Feniks (jap. ギガフェニックス Giga Fenikkusu; Giga Phoenix)

- Giga Żarłacz (jap. ギガバイタス Giga Baitasu; Giga Bitus)

## Balban
Kosmiczni Piraci Balban (jap. 宇宙海賊バルバン Uchū Kaizoku Baruban) są wrogami Gingamanów, którzy zniszczyli wiele planet w kosmosie w celu zyskania kryształów dających im nieśmiertelność. Kiedyś próbowali podbić Ziemię, ale powstrzymali ich pierwsi Gingamani oraz Gwiezdne Bestie. Zostali pogrzebani w oceanie, dopóki 3000 lat później nie wyzwoliło ich trzęsienie ziemi i piraci znów zaczęli atakować świat. Głównodowodzący żyją w zamku na grzbiecie bestii zwanej Daitanixem. Celem Balban jest przebudzenie owej bestii i usunięcie pieczęci, którą ją zablokowano, bowiem Daitanix ma zdolność pożerania planet i tworzenia z nich wspomnianych kryształów.
- Kapitan Zeyhab (jap. ゼイハブ船長 Zeihabu-senchō)
- Sherinda (jap. シェリンダ)
- Bukrates (jap. ブクラテス Bukuratesu)
- Sanbash (jap. サンバッシュ Sanbasshu)
- Budō (jap. ブドー)
- Irys (jap. イリエス Iriesu)
- Battobas (jap. バットバス Battobasu)
- Biznela (jap. ビズネラ Bizunera)
- Daitanix (魔獣ダイタニックス Majū Daitanikkusu)
- Yartocii (jap. ヤートット Yātotto)

## Lista odcinków
1. Legendarne miecze (伝説の刃 Densetsu no Yaiba)
2. Powrót Gwiezdnych Bestii (星獣の再来 Seijū no Sairai)
3. Mądrość Ziemi (大地の知恵 Daichi no Chie)
4. Serce Ziemi (アースの心 Āsu no Kokoro)
5. Zabójcze kły (必殺の機刃 Hissatsu no Kiba)
6. Przerażenie Gwiezdnych Bestii (星獣の危機 Seijū no Kiki)
7. Moment przebudzenia (復活の時 Fukkatsu no Toki)
8. Uczuciowe gotowanie (愛情の料理 Aijō no Ryōri)
9. Tajemniczy kiciuś (秘密の子猫 Himitsu no Koneko)
10. Flet wiatru (風の笛 Kaze no Fue)
11. Wojownicze oddanie (戦士の純情 Senshi no Junjō)
12. Koszmarne spotkanie (悪夢の再会 Akumu no Saikai)
13. Odwet Jūgekibō (逆転の獣撃棒 Gyakuten no Jūgekibō)
14. Dwie Saye (二人のサヤ Futari no Saya)
15. Niebezpieczna czkawka (恐怖のしゃっくり Kyōfu no Shakkuri)
16. Ukochany dom (心の故郷 Kokoro no Furusato)
17. Prawdziwa odwaga (本当の勇気 Hontō no Yūki)
18. Tajemniczy Czarny Rycerz (謎の黒騎士 Nazo no Kurokishi)
19. Mściwy rycerz (復讐の騎士 Fukushū no Kishi)
20. Jednoosobowa walka (一人の戦い Hitori no Tatakai)
21. Pomidorowy sprawdzian (トマトの試練 Tomato no Shiren)
22. Przybycie świateł (光の出現 Hikari no Shutsugen)
23. Koniec tułaczki (争奪の果て Sōdatsu no Hate)
24. Upór Budō (ブドーの執念 Budō no Shūnen)
25. Decyzja Czarnego Rycerza (黒騎士の決意 Kurokishi no Ketsui)
26. Bracia ognia (炎の兄弟 Honō no Kyōdai)
27. Pokusa mumii (ミィラの誘惑 Mīra no Yūwaku)
28. Odmieniony tata (パパの豹変 Papa no Hyōhen)
29. Mroczny handlarz (闇の商人 Yami no Shōnin)
30. Stalowe Gwiezdne Bestie (鋼の星獣 Hagane no Seijū)
31. Przeklęty kamień (呪いの石 Noroi no Ishi)
32. Tor przyjaźni (友情の機動馬 Yūjō no Kidōba)
33. Adorator Sayi (憧れのサヤ Akogare no Saya)
34. Nieśmiertelna Irys (不死身のイリエス Fujimi no Iriesu)
35. Decyzja Gōkiego (ゴウキの選択 Gōki no Sentaku)
36. Niepokonany Haruhiko (無敵の晴彦 Muteki no Haruhiko)
37. Ambicja Bukratesa (ブクラテスの野望 Bukuratesu no Yabō)
38. Decyzja Hyūgi (ヒュウガの決断 Hyūga no Ketsudan)
39. Masaż serca (心のマッサージ Kokoro no Massāji)
40. Potwór smutku (哀しみの魔人 Kanashimi no Majin)
41. Przebudzenie bestii (魔獣の復活 Majū no Fukkatsu)
42. Straszliwa bestia (戦慄の魔獣 Senritsu no Majū)
43. Trop legendy (伝説の足跡 Densetsu no Sokuseki)
44. Bestia Ziemi (地球の魔獣 Chikyū no Majū)
45. Łzy wróżka (妖精の涙 Yōsei no Namida)
46. Wiatr furii (怒りの風 Ikari no Kaze)
47. Diabelski plan (悪魔の策略 Akuma no Sakuryaku)
48. Koniec Moaka (モークの最期 Mōku no Saigo)
49. Góra Cudów (奇跡の山 Kiseki no Yama)
50. Legenda jutra (明日の伝説 Ashita no Rejendo)

## Obsada
- Kazuki Maehara – Ryōma / Ginga Czerwony
- Kōji Sueyoshi – Hayate / Ginga Zielony
- Shōei – Gōki / Ginga Niebieski
- Nobuaki Takahashi – Hikaru / Ginga Żółty
- Juri Miyazawa – Saya / Ginga Różowa
- Teruaki Ogawa – Hyūga / Czarny Rycerz
- Yoshihiko Takamoku – Haruhiko Aoyama
- Shōgo Hayakawa – Yūta Aoyama
- Sanae Miyuki – Bokku (głos)
- Hiroshi Arikawa – Ougi
- Rokurō Naya – Moku (głos)
- Hidekatsu Shibata – Zeyhab (głos)
- Kei Mizutani – Sherinda
- Chafūrin – Bukrates (głos)
- Nobuyuki Hiyama – Sanbash (głos)
- Takeshi Watabe – Battobas (głos)
- Kazuo Hayashi – Budō (głos)
- Gara Takashima – Irys (głos)
- Kaneto Shiozawa – Biznela (głos)

### Aktorzy kostiumowi
- Seiji Takaiwa –
  - Ginga Czerwony,
  - Battobas,
  - Go Taurus / Bull Taurus,
  - Ginga Lew
- Kazutoshi Yokoyama –
  - Ginga Czerwony,
  - Ginga Lew
- Hirofumi Fukuzawa –
  - Ginga Czerwony,
  - Budō,
  - Biznela
- Yasuhiro Takeuchi –
  - Ginga Zielony,
  - Ginga Sokół,
  - Giga Nosorożec
- Jirō Okamoto –
  - Ginga Niebieski,
  - Zeyhab,
  - Ginga Goryl,
  - Gingaiō / Świetlisty Gingaiō,
  - Giga Nosorożec
- Yūichi Hachisuka –
  - Ginga Żółty,
  - Ginga Wilk,
  - Giga Feniks
- Motokuni Nakagawa –
  - Ginga Różowa,
  - Ginga Kot,
  - Czarny Rycerz
- Naoki Ōfuji –
  - Czarny Rycerz,
  - Sanbash
- Hideaki Kusaka – Gingaiō / Świetlisty Gingaiō
- Kenjirō Fujita – Bukrates
- Shōji Hachisuka – Irys

Źródło:

## Muzyka
Opening
- „Seijū Sentai Gingaman” (jap. 星獣戦隊ギンガマン)

Słowa: Shōko Fujibayashi
Kompozycja i aranżacja: Toshihiko Sahashi
Wykonanie: Masato Shimon (pod pseudonimem Ryū Kisami)
Ending
- „Hadashi no Kokoro de” (jap. はだしの心で)

Słowa: Shōko Fujibayashi
Kompozycja: Masao Ideguchi
Aranżacja: Kōichirō Kameyama
Wykonanie: Masato Shimon (pod pseudonimem Ryū Kisami)